# 仲良太郎
仲 良太郎（なか りょうたろう、1943年8月30日 - 2017年8月22日）は、日本の俳優、司会者。東京都出身。オフィスジョイに所属していた。本名は香取 宏昭。
東宝芸能学校、森繁劇団出身。師は俳優・コメディアンの平凡太郎。
2017年8月22日、間質性肺炎のため死去。73歳没。

## 出演

### テレビドラマ
- 土曜ワイド劇場（ANB）
  - 江戸川乱歩の美女シリーズ 第9作「赤いさそりの美女」（1979年） - 司会者 役
  - 覗く女 実況中継された連続殺人!（2002年）
- 七人の刑事 第3シーズン 第59話「夜霧に消えた玲子」（1979年、TBS）
- エトロフ遥かなり（1993年、NHK）
- HOTEL（TBS）
- 天国に一番近いママII（1994年、日本テレビ）
- 女と愛とミステリー（テレビ東京・BSジャパン）
  - 信濃のコロンボ事件帳 第1作「死者の木霊」（2001年）
  - 保険調査員・蒲田吟子 第3作「虐待の父殺人事件」（2002年）
- 月曜ゴールデン（TBS）
  - 自治会長・糸井緋芽子社宅の事件簿 第5作「本社栄転で白金に豪華社宅を手に入れた糸井一家」（2004年）

### テレビ番組
- ことばのプリズム（TBS）

### 舞台
- 赤ひげ診療譚
- 明治太平記
- ちゃんちゃらお京捕物帳
- 渡る世間は鬼ばかり
- ちょっといい女
- おんなの家
- 八代亜紀公演
- 吉幾三公演
- 森繁久彌公演

### CM
- セントラル警備保障
- エイチ・アイ・エス

### スチール
- 三越